# Сапунджийство
Сапунджийство или сапунарство е традиционен занаят за производство на сапун. Сроден занаят е свещарството (мумджийството). В някои селища сапунджиите произвеждат и свещи. В други случаи производството на сапун е монопол на свещарите.

## Производство
Преди появата на първите занаятчии изработката на сапун е домашна дейност, при която сапун се изработва за свои нужди. 
В българските земи занаятът е особено разпространен през епохата на османското владичество, най-вече през ХVІІ-ХІХ век.
Центрове на сапунджийството са Ловеч, Габрово, Стара Загора, Копривщица и други селища. През Възраждането в Ловеч се произвежда годишно до 35 000 – 40 000 оки сапун. Непосредствено преди Освобождението в града работят 17 големи работилници. В Стара Загора в средата на ХІХ век има 15 сапунджийски работилници и 150 дюкяна. Тъй като добитата в салханите в Стара Загора лой не е достатъчна, се внася такава от Шоплука. Според някои данни в десетилетията преди Освобождението в Габрово се произвеждат около 300 хил. оки на година, от които 250 хиляди на стойност 1 млн. гроша са изнасяни извън Габрово, включително и в Румъния.

### Технология
Главно условие за създаването на работилници за сапуноварене, наричани и керхани, е наличието на добитък и кланици (салхани). Суровини в сапунджийското производство са: лой, вар и дървесна пепел, а през втората половина на ХІХ век и сода каустик. Лойта е козя или от друг дребен добитък.
От негасената вар и пепелта се приготвя смес, наричана в Габрово „люта вода“. Лютата вода се добавя на части по време на варенето на лойта, което продължава 6 дни. Докато лойта се вари, част от водата се източва и на нейно място се добавя нова люта вода, като сместа се разбърква. След като сапунената каша получи зърнест вид, огънят се изгасва, водата се източва и се влива същото количество гореща вода. Огънят отново се запалва, а сместа се бърка, докато не се стигне до желаната консистенция. Бавно се източва останалата гореща вода, а сапунената каша се оставя да изстине и втвърди. По-късно се нарязва на калъпи. След замяната на лютата вода със сода, обработката на лойта се съкращава на три дни.

## Еснафи
В някои селища сапунджиите са организирани в самостоятелни еснафи. Такива има в Търново, Ловеч, Габрово, Русе, София, Стара Загора, Пазарджик, Скопие Копривщица и други. Етническият състав на еснафите е различен, като на някои места се променя. Някои сапунджийски еснафи са съставени само от българи (Ловеч, ХІХ век, Стара Загора, средата на ХІХ век), други – само от турци или са смесени. През втората половина на ХVІІ век „сапунджиян еснафи“ в София е съставен от равен брой българи и турци. Кехая е Мемдуллах бин Хусеин Сапунджи, а егид-башия – Йордан Георгев. През ХІХ век сапунджийският еснаф в Пазарджик е турски, а мумджийският - български. През ХVІІІ век сапунджийският еснаф в Скопие преминава в български ръце.
През Възраждането сапунджийските еснафи имат своята роля в обществения и културния живот. Теофана Маркова учи в Прага на издръжка на Старозагорския сапунджийски еснаф и по-късно е учителка в Стара Загора преди Освобождението и в Бургас – след 1878 година.

### Цени
Сапунът е сред стоките, чиито цени в Османската империя се нормират. При определянето на тези цени се взима предвид и мнението на съответните еснафи. Във Видин, където сапун се произвежда от свещарския еснаф, данните за нормираните цени, вписани в кадийските книги (сиджили) в края на ХVІІ и първата половина на ХVІІІІ век, за една ока (1283 грама) са следните:
| дата | 16 август 1699 г.         | 30 май 1711 г. | 23 август 1711 г. | 25 май 1728 г. | 19 септември 1740 г. | 5 юли 1742 г. | 12 април 1743 г.          | 20 март 1744 г.           |
| ---- | ------------------------- | -------------- | ----------------- | -------------- | -------------------- | ------------- | ------------------------- | ------------------------- |
| цена | 14 акчета (2,10 g сребро) | 9 акчета       | 12 акчета         | 10 акчета      | 15 акчета            | 18 акчета     | 16 акчета (2,08 g сребро) | 12 акчета (1,56 g сребро) |

## След Освобождението
След Освобождението на България сапунджийският занаят запада поради конкуренцията на вносна индустриална продукция. Ускорява се процесът на откриване на фабрики за сапун по европейски образец, започнал преди 1878 година. В Габрово през 1880 година сапунджиите са 21 души, в 1902 година са 8, през 1909 година - 4, а около 1927 остават трима. През 1929 година изследователят на Габрово Петър Цончев пише: 
| „ | Сапунджийството е от умиращите занаяти в Габрово, с хубаво минало, мрачно настояще и още по-мрачно бъдеще. | “ |

Смята се, че сапунджийството умира като занаят в Габровско през втората половина на ХХ век. В селата в региона производството на сапун продължава в домашни условия и в началото на ХХI век.